# Vũ Cương, Thiệu Dương
Vũ Cương (tiếng Trung: 武冈市; bính âm: Wǔ gāng shì) là một thành phố cấp huyện thuộc địa cấp thị Thiệu Dương, tỉnh Hồ Nam, Trung Quốc.

### Nhai đạo
- Nghinh Xuân Đình (迎春亭街道)
- Viên Môn Khẩu (辕门口街道)
- Thủy Tây Môn (水西门街道)
- Pháp Tương Nham (法相岩街道)

### Trấn
-  Loan Đầu Kiều (湾头桥镇)
- Đặng Nguyên Thái (邓元泰镇)
- Văn Bình (文坪镇)
-  Ty Mã Chung (司马冲镇)
-  Long Khê (龙溪镇)
- Đại Điện (大甸镇)
- Thành Thụ Đường (椆树塘镇)
- Tần Kiều (秦桥镇)
-  Đặng Gia Phố (邓家铺镇)
-  Song Bài (双牌镇)
- Kinh Trúc Phố (荆竹铺镇)

### Hương
- Yến Điền (晏田乡)
-  Thủy Tầm Bình (水浸坪乡)
- Mã Bình (马坪乡)